# Rattenkirchen
Rattenkirchen ist eine Gemeinde im oberbayerischen Landkreis Mühldorf am Inn. Die Gemeinde ist Mitglied der Verwaltungsgemeinschaft Heldenstein.

## Geografie

### Geografische Lage
Die Gemeinde liegt in der Region Südostoberbayern.

### Gemeindegliederung
Es gibt 31 Gemeindeteile (in Klammern ist der Siedlungstyp angegeben):
- Bürg (Weiler)
- Eitzing (Einöde)
- Empling (Weiler)
- Ginning (Einöde)
- Göppenham (Weiler)
- Haßberg (Weiler)
- Haun (Dorf)
- Hofstetten (Weiler)
- Kagn (Einöde)
- Kehrham (Weiler)
- Klebing (Weiler)
- Krafting (Weiler)
- Lanzing (Einöde)
- Lanzmühl (Einöde)
- Masch (Einöde)
- Murnau (Einöde)
- Neuhausen (Einöde)
- Peißing (Einöde)
- Pemberg (Einöde)
- Pietsham (Weiler)
- Ramering (Kirchdorf)
- Rattenkirchen (Pfarrdorf)
- Roßlauf (Einöde)
- Stein (Einöde)
- Steinstraß (Einöde)
- Thalham (Weiler)
- Thann (Weiler)
- Unterkagn (Dorf)
- Wald (Weiler)
- Waldsberg (Weiler)
- Ziegelsham (Weiler)

Es gibt nur die Gemarkung Rattenkirchen.

## Geschichte

### Verwaltungsgeschichte
Rattenkirchen gehörte zum Rentamt Landshut und zum Landgericht Neumarkt des Kurfürstentums Bayern. Mittels der Obmannschaft Rattenkirchen übte das Erzstift Salzburg bis zu seiner Aufhebung im Jahr 1803 die niedere Gerichtsbarkeit über seine hiesigen Untertanen aus.

### Einwohnerentwicklung
Zwischen 1988 und 2018 wuchs die Gemeinde von 776 auf 980 um 204 Einwohner bzw. um 26,3 %.
- 1970: 730 Einwohner
- 1987: 764 Einwohner
- 1991: 776 Einwohner
- 1995: 804 Einwohner
- 2000: 883 Einwohner
- 2005: 953 Einwohner
- 2010: 980 Einwohner
- 2015: 969 Einwohner

## Politik

### Gemeinderat
Zur Gemeinderatswahl 2020 trat ausschließlich die Liste CSU/Freie Wählergemeinschaft an, die alle acht Sitze im Gemeinderat besetzt.

### Bürgermeister
Erster Bürgermeister ist Rainer Greilmeier (CSU/Freie Wählergemeinschaft). Er wurde im Jahr 2014 Nachfolger von Rupert Aigner (CSU/Freie Wählergemeinschaft).

### Wappen
| Wappen Gde. Rattenkirchen | Blasonierung: „In Gold ein rot bordierter silberner Balken, der mit fünf schwarzen Kugeln belegt ist; darüber ein sechsstrahliger blauer Stern, darunter ein rot gezungter schwarzer Löwenkopf.“ |
| Wappen Gde. Rattenkirchen | Wappenführung seit 1983 |

## Wirtschaft und Infrastruktur

### Wirtschaft einschließlich Land- und Forstwirtschaft
2020 gab es in der Gemeinde 176 sozialversicherungspflichtige Arbeitsplätze. Von der Wohnbevölkerung standen 459 Personen in einem versicherungspflichtigen Beschäftigungsverhältnis. Damit war die Zahl der Auspendler um 283 Personen größer als die der Einpendler. 13 Einwohner waren arbeitslos. 2020 gab es 25 landwirtschaftliche Betriebe.

### Bildung
Es gibt folgende Einrichtung (Stand: 1. März 2021):
- Kindergärten: Kath. Pfarrkindergarten St. Anna mit 25 Plätzen, wovon 23 belegt sind.

## Persönlichkeiten
- Holger Hagen (* 27. August 1915 in Halle (Saale); † 16. November 1996 in München), deutscher Schauspieler und Synchronsprecher, ist in Rattenkirchen, Ortsteil Ramering/Landkreis Mühldorf am Inn, auf seinem Hof in einem Urnengrab beigesetzt
- Jan Koetsier (* 14. August 1911; † 28. April 2006), niederländischer Dirigent und Komponist, lebte 40 Jahre in Rattenkirchen (Unterkagn)
- Bruni Löbel (* 20. Dezember 1920; † 27. September 2006), Schauspielerin, Trägerin des Bundesverdienstkreuzes, wählte Rattenkirchen als Wahlheimat und ist im Ortsteil Ramering/Landkreis Mühldorf am Inn, auf dem Hof von Holger Hagen neben diesem in einem Urnengrab beigesetzt.
- Thomas Pfäffl (* 30. März 1771 in Rattenkirchen; † 10. Mai 1824 in Tengling), am 10. Juni 1779 in Salzburg zum Priester geweiht, dann Vikar in Böckstein, Faistenau, Schellenberg und Tengling.